# Ludvig 2. af Bayern (hertug)
|  | Denne artikel omhandler middelalderens Hertug Ludvig 2. af Bayern. Artiklen om 1800-tallets Kong Ludvig 2. af Bayern ligger under navnet Ludvig 2. af Bayern |
Ludvig 2., også kaldet Ludvig den Strenge (tysk: Ludwig der Strenge) (født 13. april 1229 i Heidelberg, død 2. februar 1294 samme sted) var hertug af Oberbayern og pfalzgreve ved Rhinen fra 1253 til sin død.
Ludvig 2. var søn af hertug Otto 2. af Bayern og Agnes af Pfalz (sønnedatter af Henrik Løve og efterkommer af flere tyske kejsere).
Ludvig 2. var gift tre gange. Hans første hustru var Maria af Brabant (oldebarn af kejser Frederik Barbarossa). På grund af anklager for utroskab blev Maria henrettet i Donauwörth i 1256. Det gav Ludvig 2. øgenavnet Ludvig den Strenge. 
Ludvig 2.s 2. hustru var Anna af Glogau. Hans 3. hustru var Matilda af Habsburg (datter af kejser Rudolf 1. af Tyskland). De blev forældre til kejser Ludvig 4. af det tysk-romerske rige. 